# Литега
Литега — деревня в Сокольском районе Вологодской области. Административный центр Пригородного сельского поселения и Пригородного сельсовета.
Расстояние до районного центра Сокола по автодороге — 15 км. Ближайшие населённые пункты — Борисково, Васютино, Федюково, Кузнецово, Коржа.
Литега стала центром Пригородного сельсовета 6 июня 2001 года (до этого центром была деревня Слобода).
По переписи 2002 года население — 797 человек (351 мужчина, 446 женщин). Преобладающая национальность — русские (98 %).
Известно как минимум с 1484 года, когда упоминается в жалованной грамоте, выданной великий князем Иваном III Спасо-Рабангскому монастырю.